# Janez Vurnik
Janez Vurnik, slovenski kipar, * 3. november 1849, Radovljica, † 18. marec 1911, Radovljica.
Njegov oče, Janez st. je bil tudi podobar. Mati mu je bila Uršula (rojena Dežman). Njegovo najpomembnejše delo je bil veliki oltar za cerkev na Brezjah.
Njegov sin je bil arhitekt Ivan Vurnik.